# Hypsoblennius gilberti
Hypsoblennius gilberti és una espècie de peix de la família dels blènnids i de l'ordre dels perciformes.

## Morfologia
- Els mascles poden assolir 17 cm de longitud total.[1][2]

## Reproducció
És ovípar.

## Hàbitat
És un peix marí de clima subtropical que viu fins als 18 m de fondària.

## Distribució geogràfica
Es troba des de Point Conception (Califòrnia, Estats Units) fins a la Península de Baixa Califòrnia (Mèxic).